# Календар судових засідань
Календар судових засідань — це список справ, призначених до розгляду у суді з інформацією про:
- номер справи;
- сторони процесу;
- суть справи;
- час проведення засідання.

Даний список можна побачити в деяких судах України на спеціальних стендах або моніторах (наприклад, у Апеляційному суді міста Києва).

## Онлайн Календар судових засідань
В контексті Електронного суду це система, що автоматизовано передає дані з судів до їх вебсайтів на офіційному вебпорталі судової влади України [Архівовано 8 лютого 2004 у Wayback Machine.]. Дана система дозволяє, задавши відповідні параметри пошуку, швидко знайти необхідну справу та дізнатися про місце, дату та час проведення призначеного судового засідання. Важливо те, що вказана інформація є достовірною та актуальною, оскільки автоматично розміщується на сайті суду із автоматизованої системи документообігу.